# One Direction
One Direction var et britisk-irsk boyband, som bestod af medlemmerne Niall Horan, Harry Styles, Louis Tomlinson og Zayn Malik og den nu afdøde Liam Payne. De skrev kontrakt med Simon Cowells pladeselskab Syco Records efter at være blevet dannet og endte på en tredjeplads i 7.- sæson af den britiske tv-serie The X Factor. De skrev senere kontrakt med nordamerikanske Columbia Records.
Med international succes drevet af sociale medier udgav One Direction fem album Up All Night (2011), Take Me Home (2012), Midnight Memories (2013), Four (2014) og Made in the A.M. (2015), som toppede på de fleste charts på de større markeder og skabte hit-singler som "What Makes You Beautiful", "Live While We're Young", "Best Song Ever", "Story of My Life", og "Drag Me Down".
One Direction er blevet beskrevet som gnisten i genopblusningen af boy band-konceptet og udgør den nye "Britiske Invasion" i USA. I juni 2012 udtalte Nick Gatfield, formand og administrerende direktørfor Sony Music Entertainment UK, at One Direction havde en markedsværdi på $50 millioner. Deres arbejde har indbragt dem flere priser og nomineringer modtaget af One Direction. One Direction har støttet forskellige velgørende organisationer og fonde og har skrevet kontrakt med Pokémon, Nokia, HarperCollins og Hasbro. De optrådte også som sig selv i iCarly-episoden "iGo One Direction" (2012).
Den 25. marts 2015 publicerede bandet, at Zayn Malik havde valgt at forlade One Direction. De fire resterende medlemmer blev dog stadig i One Direction og fortsatte deres tour ("On the Road Again Tour") uden ham. I August 2015 publicerede bandet deres første sang ("Drag Me Down") uden Zayn.
Bandet har holdt pause på ubestemt tid siden januar 2016 og medlemmerne har helliget sig egne projekter.

## Historie

### 2010–11:The X Factor
I 2010 gik alle 5 drenge til audition som solister på X-Factor og fik alle "ja" fra samtlige dommere. De led dog alle samme skæbne, da de fik at vide, at de ikke var gode nok til at gå videre. Til gengæld gav dommeren Simon Cowell dem muligheden for at danne en gruppe og hermed give dem endnu en chance. Gruppen blev dannet den 23. juli 2010. Drengene sagde med glæde ja tak, og fortsatte deres rejse gennem X-Factor sammen. Bandet kom helt til liveshows, hvor de hver uge imponerede dommerne og seerne med gode stemmer og sceneshow. Hver uge lavede gruppen videobøger, hvor de fortalte om deres ugentlige bedrifter, samt svarede på spørgsmål fra fans og andre seere. I finalen fik drengene lov at synge hittet "She's The One" med musikeren Robbie Williams, som drengene alle var store fans af. Det blev dog kun til en tredje plads for bandet, men det var ikke alt for One Direction. Zayn fortalte nemlig, efter de var røget ud, at det ikke var det sidste fra af One Direction.
"Forever Young", som skulle have været udgivet, hvis de havde vundet, blev dog lagt på nettet alligevel. Og senere blev det offentliggjort, at One Direction havde skrevet kontrakt med Simon Cowells pladeselskab Syco Records i december 2010. Kort efter begyndte gruppen at arbejde på deres debutalbum i Los Angeles. Dog blev deres arbejde sat på pause, for i februar 2011 deltog drengene i The X-Factor Live Tour, hvor de skulle optræde for over 500.000 mennesker i hele Storbritannien. Efter turneen, som sluttede i april 2011, fortsatte drengene med at arbejde på deres debutalbum.

### 2011–12:Up All Night
I november 2011 udgav One Direction deres debutalbum Up All Night, hvilket blev det hurtigst-sælgende debutalbum i Storbritannien i 2011. I 2012, debuterede den som nummer 1 på den amerikanske Billboard 200, hvilket gør One Direction til det første britiske band nogensinde i USA's hitliste-historie, til at debutere som nummer et med deres første album. Up All Night opfostrerede tre britiske top-ti singler — "What Makes You Beautiful", "Gotta Be You", og "One Thing". I 2012 vandt "What Makes You Beautiful" prisen som Best British Single under BRIT Awards 2012. One Direction promoverede albummet med deres Up All Night Tour.

### 2012–13:Take Me Home
I maj 2012 begyndte One Direction at indspille deres andet studiealbum i Sverige. I april 2012, afslørede gruppen at de ønskede at bidrage mere til sangskrivningen i deres andet album. Styles sagde, "vi skriver dem altid på vejen til hoteller og lufthavne. Vi vil aldrig få vores musik, til at lyde som om en 50-årig mand på et kontor har skrevet det, og bagefter givet det til os for at vi kan optræde med det." Efter at have diskuteret hvordan det nye materiale ville komme til at lyde, udtalte Tomlinson: "Vi ønsker at tage det næste album, ind i en helt ny zone — flere guitarer og grungier. Vi kan godt lide lyden af en rigtig guitar på turné, styrket med et liveshow, så nu vil vi tage det hele med på albummet." Albummet er sat til udgivelse i slutningen af 2012.
One Directions verdensturné Take Me Home Tour er sat til at begynde i februar 2013. Turnéen består hidtil af 101 koncerter i Storbritannien, Irland, Nordamerika og Australien . I Storbritannien og Irland, blev de 300,000 billetter solgt på under en dag, ud af de i alt 6 dage som var blevet afsat til salget. Koncerten skal efter planen foregå på London's The O2 Arena. I Nordamerika, planlægger gruppen ekstra koncerter på grund af en "overvældende efterspørgsel". I Australien og New Zealand, har de allerede solgt billetter, for $15.7 millioner, til de atten koncerter i Australien og New Zealand. Der var 190,000 billetter til salg. Albummet hedder Take Me Home og udkom den 9 november 2012

### 2013-14:Midnight Memories og This Is Us
"This Is Us" er titlen på One Directions helt egen dokumentar- og koncertfilm, der er instrueret af Morgan Spurlock og produceret af Spurlock, Ben Winston, Adam Milano og Simon Cowell, og blev udgivet af TriStar Pictures den 30. august 2013. Filmen fik stor succes og den toppede i både Storbritannien og i USA.
Den 23. november 2013 var bandet en del af "1D Day", som var til støtte for deres opkommende album, "Midnight Memories". Dagen var dedikeret til One Direction fans, hvor flere blandet andet fik lov til at høre albummet for første gang, samt møde drengene. Også fans fra hele verden fik lov at være med, da fansene skiftedes til at Facetime og interagere med bandet. Dagen udgjorde 7,5-timers Youtube live stream, hvor bandet blandt andet fik besøg af Simon Cowell, Piers Morgan og mange andre.
One Directions nye album "Midnight Memories" blev udgivet den 25. november 2013, hvor det debuterede som nummer et i både Storbritannien og USA. Det gjorde dem altså til den første gruppe, som lå nummer et på Billboard 200 med alle sine første tre albums. Det blev også afsløret, at sangen "Story of My Life" indeholdte billeder fra alle drengenes egen barndom. I april 2014 begyndte One Direction deres første stadionsturné kaldt "Where We Are Tour". Her sang de blandt andet hittet "Best Song Ever", som blandet andet også havde slået 24-timers rekorden for flest visninger på youtube, hvilket var hele 10.9 millioner.

## Medlemmer
- Niall Horan - guitar, vokal (2010-2016)
- Harry Styles - vokal (2010-2016)
- Louis Tomlinson - vokal (2010-2016)
- Liam Payne - vokal (2010-2016, død 2024)
- Zayn Malik - vokal (2010-2015)

## Diskografi
- Up All Night (2011)
- Take Me Home (2012)
- Midnight Memories (2013)
- Four (2014)
- Made in the A.M. (november 2015)

## Turnéer
- Up All Night Tour (2011—12)
- Take Me Home Tour (2013)
- Where We Are Tour (2014)
- On the Road Again Tour (2015)

## Filmografi
| Fjernsyn | Fjernsyn                                          | Fjernsyn                | Fjernsyn                                                                                            |
| År       | Titel                                             | Rolle                   | Noter                                                                                               |
| -------- | ------------------------------------------------- | ----------------------- | --------------------------------------------------------------------------------------------------- |
| 2010     | The X Factor                                      | Deltager                | One Direction blev dannet, og endte på en 3.-plads i den 7. sæson                                   |
| 2011     | ITV2 Special, One Direction: A Year in the Making | Dem selv                | Biografi om One Direction efter deres tredjeplads i The X Factor i 2010                             |
| 2012     | Dancing on Ice                                    | Musikalsk gæsteoptræden | "Pop Week" (Sæson 7, uge 5)                                                                         |
| 2012     | Saturday Night Live                               | Musikalsk gæsteoptræden | "Sofia Vergara/One Direction" (Sæson 37, episode 720)                                               |
| 2012     | iCarly                                            | Gæstestjerner           | "iGo One Direction" (Sæson 6, episode 96)                                                           |
| Film     |                                                   |                         | |
| År       | Titel                                             | Rolle                   | Note                                                                                                |
| 2012     | Up All Night – The Live Tour DVD                  | Dem selv                | En koncert-DVD optaget under One Direction's Up All Night Tour i International Centre i Bournemouth |

## Priser og nomineringer
| År   | Nomineret                  | Pris                   | Kategori                                | Resultat  |
| ---- | -------------------------- | ---------------------- | --------------------------------------- | --------- |
| 2011 | One Direction              | 4Music Awards          | Best Group                              | Vundet    |
| 2011 | One Direction              | 4Music Awards          | Best Breakthrough                       | Vundet    |
| 2011 | "What Makes You Beautiful" | 4Music Awards          | Best Video                              | Vundet    |
| 2012 | "What Makes You Beautiful" | BRIT Awards            | Best British Single                     | Vundet    |
| 2012 | One Direction              | UK Kids' Choice Awards | Favorite UK Newcomer                    | Vundet    |
| 2012 | One Direction              | UK Kids' Choice Awards | Favorite UK Band                        | Vundet    |
| 2012 | One Direction              | TRL Awards             | Best Fans                               | Nomineret |
| 2012 | One Direction              | MuchMusic Video Awards | UR Fave: International Artist           | Nomineret |
| 2012 | "One Thing"                | MuchMusic Video Awards | International Video of the Year — Group | Nomineret |
| 2012 | "What Makes You Beautiful" | MuchMusic Video Awards | Most Streamed Video of the Year         | Nomineret |

## Publikationer
- One Direction: Forever Young, HarperCollins (17. februar, 2011) ISBN 978-0-00-743230-1 (engelsk)
- One Direction: The Official Annual 2012, HarperCollins (1. september, 2011) ISBN 978-0-00-743625-5 (engelsk)
- Dare to Dream: Life as One Direction, HarperCollins (15. september, 2011) ISBN 978-0-00-744439-7 (engelsk)